# Мечников, Евграф Ильич
Евгра́ф Ильи́ч Ме́чников (21 мая 1770 — 22 сентября 1836) — горный инженер, первооткрыватель жильного золота в окрестностях Миасса, крупный государственный и горнозаводской деятель, сенатор, обер-берг-гауптман 3-го класса. 

## Биография
Из дворян Харьковской губернии. Сын корнета Ильи Ивановича Мечникова. В 1791 году окончил Горное училище вторым по выпуску. Как один из лучших выпускников, был оставлен при училище. В 1792—1797 годах преподавал в Горном училище геогнозию, ориктогнозию, минералогию, маркшейдерское искусство. По распоряжению Берг-коллегии в составе Оренбургской рудопоисковой партии производил геологические разведки на Южном Урале.
9 июля 1797 года поисковая партия, которой руководил шихтмейстер Е. И. Мечников, нашла первое месторождение рудного золота на речке Ташкутарганке, левом притоке реки Б. Иремель на Челябинском Урале. В честь него это рудное месторождение золота назвали Мечниковским. Недалеко от миасского завода Мечников основал Петропавловский рудник и соорудил здесь толчейно-промывную фабрику. Всего в период геологических изысканий Мечниковым на Урале было открыто три золотых и один медный — Берг-директорский медный рудник. В память о нём одна из Уральских гор в месте открытия золота именуется Евграфовой.
В 1799 году за успехи в изысканиях он был высочайше пожалован в более высокий государственный чин. Начальник Миасских рудников на Урале.

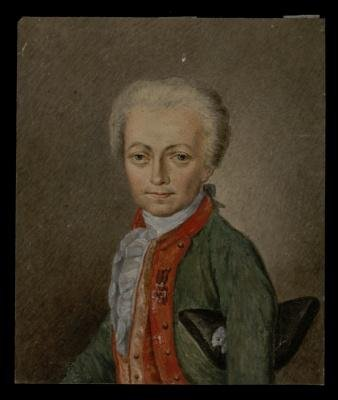
Портрет Евграфа Ильича Мечникова, XIX в.

В октябре 1799 года гиттенфервальтер (ранг штабс-капитана) Мечников участвовал в экспедиции, которой руководил граф А. А. Мусин-Пушкин в Кавказские горы для «изыскания руд». 
При учреждении министерств служил экспедитором (начальником экспедиции) в Министерстве финансов, вел дела по части Берг-Коллегии и Монетного департамента. Пожалован берг-гауптманом 9 (21) декабря 1803. При учреждении Горного департамента был назначен старшим советником Горного совета. Пожалован обер-берг-гауптманом V класса 25 июня (7 июля) 1806. 
Назначен начальником Судного отделения Департамента горных и соляных Дел (ДГиСД) 18 (30) сентября 1811. Пожалован в обер-берг-гауптманы IV-го класса 18 (30) сентября 1811. В 1816 году уже видный горный инженер и ученый Евграф Ильич Мечников предлагает Гессу де Кальве поступить на службу в Горный департамент, в ведении которого находились все казенные заводы, в том числе и единственный на юге России Луганский завод. И уже в июле 1816 года Густав Гесс де Кальве прибывает на место новой службы и начинает свою в качестве старшего члена правления. Уже здесь ему было присвоено звание обер-гиттенфервальтера, что соответствовало званию майора.
С 19 января 1817 года — член-учредитель Санкт-Петербургского минералогического общества. 
17 (29) января 1817 назначен директором Департамента горных и соляных дел и, одновременно по должности — директором Горного кадетского корпуса (ГКК) и членом Совета министра финансов. «В годы правления Мечникова в жизни Корпуса произошли позитивные изменения. По распоряжению императора учебное заведение получило те же права, которые уже имели Московский и Петербургский университеты. В сотрудничестве с архитектором А. И. Постниковым произведена реконструкция залов главного здания, на стенах конференц-зала вывешены портреты бывших директоров учебного заведения, что стало доброй традицией. Реконструированы и расширены музейные помещения, модернизирована экспозиция моделей и механизмов для горного дела. Произошли позитивные изменения в обучении и в повседневной жизни кадетов. Согласно Уставу 1804 года в Горном корпусе проводились публичные экзамены, на которые съезжался цвет столичной публики. Все это способствовало повышению авторитета Горного корпуса, число воспитанников которого постоянно росло и в годы руководства Мечникова составило более 400 человек». Пожалован высшим горным чином обер-берг-гауптмана III класса 21 октября (2 ноября) 1821.
В 1823 году директор ГКК Евграф Мечников оказывает содействие своему зятю Гессу де Кальве в основании образцового минералогического кабинета Луганского завода для изучения горными офицерами и работниками геологических партий различных минералов.
С 16 (28) августа 1824 — сенатор. Велено присутствовать в 4-м департаменте Сената 21 августа (2 сентября) 1824. Затем присутствовал во 2-м отделении 5-го департамента Сената. В июне—июле 1826 года входил в состав Верховного уголовного суда по делу декабристов.
C 9 (21) марта 1828 — учредитель и вице-президент акционерной С.-Петербургской Земледельческой компании для водворения и утверждения в России плодопеременного сельского хозяйства (Земледельческой компании). Компания формально существовала с 1828 по 1833, но деятельность не начала и в 1831 была прекращена по недостатку акционерного капитала. Помещик мызы Виноградной и села Новожлинского, Купянского уезда, Слободско-Украинской губернии. Занимался овцеводством. Участник 3-й Всероссийской мануфактурной выставки 1833 года в С.-Петербурге, награждён малой золотой медалью «за мериносовую шерсть». Для развития суконной промышленности России присылал крепостных в ученики высочайше учреждённого Московского заведения для правильного сортирования русской шерсти. Учредитель и акционер 1-го российского страхового от огня общества (30 акций). С.-Петербургский домовладелец, за ним дом под № 550 (позже под № 26), по ул. Фурштатской, 4-го квартала, Литейной части. 
Как сенатор в 1829—1831 проводил ревизию Закавказского края, совместно с сенатором графом П. И. Кутайсовым. По результатам ревизии в 1830 году стал автором проекта преобразовании системы управления в Закавказье и колонизации края. В 1832—1833 ревизовал Курскую и Слободско-Украинскую губернии. 
22 сентября 1836 года Е. И. Мечников умер. Был похоронен в церкви Святого Духа Александро-Невской лавры. 

## Семья
С 29 июля 1814 года был женат на вдове Наталье Александровне Бём, урождённой княжне Щербатовой (1774—1854), дочери подполковника кн. А. П. Щербатова, вдове майора Александра Петровича Бём. Брак бездетен. Воспитывал пасынков, от первого брака Н. А. Мечниковой сыновей Александра (воспитанник Горного института) и Петра (Воспитанник Горного института, родился 20 сентября 1804, капитан, с 4 июня 1837 женат на дочери прапорщика Марии Саввичне Мартыновой).  
Брат — статский советник Егор Ильич Мечников, и. д. начальника Кавказской области (1832), вице-губернатор Кавказской области (1833), председатель Кавказской казённой палаты (1833). Уволен от должности 10 ноября 1833. Помещик дер. Новомлинская—Переволочная, Купянского уезда. Жена: Прасковья Ивановна. Дети: Илья, Николай.    
Брат — флота капитан-лейтенант Пётр Ильич Мечников.   
Брат — гиттенфервалтер Иван Ильич Мечников. Жена — Наталья Аполлоновна. Помещики села Ивановка (216 ревизских душ) и пустоши Ивановской, Купянского уезда. Дети: ремонтир кавалерии Гвардейского корпуса, полковник лейб-гвардии Конного полка, ген.-майор (при отставке) Илья; ротмистр Кавалергардского полка, полковник (при отставке) Дмитрий; штаб-офицер для особых поручений при Главном управлении Государственного коннозаводства и управляющий Московской заводской и аукционной конюшней, ген.-майор Евграф; Кирасирского принца Вильгельма Прусского полка ротмистр Николай; дочери: Александра, Мария, поручица Варвара (Кологривова), поручица Дарья (Поклонская).    
Сестра — Серафима Ильинична Гесс де Кальве. Сын Александр.    
Сестра — девица Дарья Ильинична Мечникова, помещица дер. Дариендорф (56 ревизских душ), Купянского уезда.   

## Награды
- Орден Св. Владимира 4 степени (26.06.1809) в награду «отлично-ревностной службы»[15]
- Орден Св. Анны 1 степени (9.07.1818) в награду «трудов ваших и попечительности о приведении в надлежащий порядок всех частей, управлению вашему вверенных»[16]
- Орден Св. Владимира 2 степени Большого креста (16.01.1820) в награду трудов «как по управлению вверенного вам Департамента горных и соляных дел, так особенно по совершенно успешному устройству и окончанию необыкновенных работ С.-Петербургского монетного двора»[17]
- Орден Белого орла (06.01.1832) за труды по ревизии Закавказского края[18]
- Орден Св. Александра Невского (01.01.1833) в «награду трудов и отличного усердия к службе»[19]
- Именной рескрипт с выражением «монаршего удовольствия» (4.06.1833) за труды по ревизии Курской губернии[20]